# Hagfors (Gemeinde)
Koordinaten: 60° 2′ N, 13° 42′ O

Hagfors ist eine Gemeinde (schwedisch kommun) in der schwedischen Provinz Värmlands län und der historischen Provinz Värmland. Der Hauptort der Gemeinde ist Hagfors.

## Größere Orte
Die Orte sind größere Ortschaften (tätorter):
- Bergsäng
- Edebäck
- Ekshärad
- Geijersholm
- Hagfors
- Mjönäs
- Råda
- Sunnemo
- Uddeholm